# Kortvleugelkarekiet
De kortvleugelkarekiet (Acrocephalus scirpaceus baeticatus) is een zangvogel uit de familie Acrocephalidae. Dit taxon en een aantal andere in Afrika broedende ondersoorten wordt op de IOC World Bird List vermeld als een serie ondersoorten van de kleine karekiet.
- A. s. ammon: grensregio Libië en Egypte
- A. s. ambiguus: Iberisch schiereiland en noordwestelijk Afrika
- A. s. minor: In de Sahelgordel van Senegal in in Soedan.
- A. s. suahelicus: van oostelijk Tanzania tot oostelijk Mozambique en oostelijk Zuid-Afrika.
- A. s. hallae: van zuidwestelijk Angola tot zuidwestelijk Zambia en zuidelijk naar westelijk Zuid-Afrika.
- A. s. baeticatus: van noordelijk Botswana en Zimbabwe tot zuidelijk Zuid-Afrika.
- A. s. guiersi: noordelijk Senegal.